# واددون، باکینگهام‌شر
واددون (به انگلیسی: Whaddon) یک روستا و محله مدنی در بریتانیا است که در Aylesbury Vale واقع شده‌است. واددون ۵۳۳ نفر جمعیت دارد.